# Clairefougère
Clairefougère è un ex comune francese, ora frazione, del dipartimento dell'Orne nella regione della Normandia. Dal 1º gennaio 2015 si è fuso con il comune di Montsecret per formare il nuovo comune di Montsecret-Clairefougère.

## Società

### Evoluzione demografica
Abitanti censiti